# Androdes
Androdes là một chi bướm đêm thuộc họ Noctuidae.